# Joy-Ann Biscette
Jo (Joy) Ann Biscette (Castries, 1986) es una modelo y reina de belleza santalucense, delegada de Miss Sta. Lucía a Miss Universo 2011 y delegada de Miss Sta. Lucía a Miss Mundo 2008 (ya pasada)
Participó en el certamen de Miss Universo 2011 el 12 septiembre, en Sao Paulo donde compitió con 88 delegadas de otros países y en particular con Chloe Beth Morgan (Reino Unido) y Gabrielle Walcott (y Tobago) con las cuales ya había competido en Miss Mundo
Tiene una estatura de 1.74 metros y trabajó en la industria turística. 